# 門氏長吻鰩
門氏長吻鰩（學名：Dipturus mennii），為軟骨魚綱鰩目鰩科長吻鰩屬的一種，被IUCN列為極危保育類動物，分布於西南大西洋巴西南大河州至聖保羅海域，深度135至550公尺，體長可達167公分，棲息在大陸坡上層海域，為底棲性魚類，肉食性，卵生，生活習性不明。